# Thương Nguyễn Cúc Foshee
Thương Nguyễn Cúc Foshee là công dân người Mỹ gốc Việt bị chính phủ Việt Nam giam giữ mà không có tố cáo chính thức sau khi bà bị bắt vào tháng 9 năm 2005 với lời buộc tội âm mưu phát đi các thông điệp chống cộng dưới sự chỉ đạo của một tổ chức chống cộng mang tên Chính phủ Lâm thời Việt Nam Tự do (GFVN).
Bà từng ly dị với đại diện của Chính phủ Lâm thời Việt Nam Tự do tên Edgar Foshee. Con gái của họ là luật sư Elizabeth McCausland đã tích cực vận động cho sự tự do của mẹ mình về mặt chính trị thông qua giới quan chức chính phủ Mỹ. Bà Foshee sau cùng bị công an bắt giam và buộc tội tiến hành các hoạt động khủng bố rồi đưa ra tòa xét xử vào ngày 10 tháng 11 năm 2006. Bà cùng với sáu bị cáo khác bị tòa án Việt Nam kết án 15 tháng tù giam.
Foshee đã ở tù 14 tháng trước phiên tòa. Nhưng bà ấy đã được thả sớm bốn tuần, có thể là do sau khi bà viết thư cho chính quyền đòi đoàn tụ bên gia đình để được chăm sóc y tế. Một quan chức tòa án nói với hãng tin AP rằng bà bị chứng cao huyết áp và các vấn đề về tim mạch. Em trai của Foshee nói với các phóng viên rằng chính ông đã đưa chị mình đến sân bay Thành phố Hồ Chí Minh ngay khi bà ấy được trả tự do để đáp chuyến bay trở về Mỹ ngay lập tức.